# Aubrey Plaza
Aubrey Christina Plaza (Wilmington, 26 giugno 1984) è un'attrice e comica statunitense.
È nota per aver recitato nella serie comica Parks and Recreation dal 2009 al 2015, e nella serie drammatica Legion dal 2017 al 2019. Nel 2022 ha recitato nella serie The White Lotus, per la quale si è aggiudicata uno Screen Actors Guild Award. 

## Biografia
È figlia di Bernadette, una procuratrice di origini anglo-irlandesi, e di David Plaza, un consulente finanziario portoricano. Ha due sorelle più giovani, Renee e Natalie, alle quali si è ispirata per il personaggio di April Ludgate in Parks and Recreation. Aubrey deve il suo nome all'omonima canzone del 1972 dei Bread. Ha avuto un ictus all'età di vent'anni, che ha però superato senza conseguenze. Si è diplomata alla Ursuline Academy nel 2002, e nel 2006 si è laureata in film e televisione alla Tisch School of the Arts dell'Università di New York.
Le sue prime esperienze con la recitazione risalgono al 2004, quando iniziò a recitare sketch e improvvisazioni all'Upright Citizens Brigade Theatre. Più recentemente ha recitato anche al Laugh Factory e al The Improv. Nel 2008 ha partecipato alla candid camera Mobile Desktop del collettivo Improv Everywhere, durante la quale, assieme ad altre due persone, entra in un negozio Starbucks con un vecchio computer con monitor, tastiera e mouse e lo utilizza come fosse un portatile.
Ha partecipato alle webserie The Jeannie Tate Show e Meyne Street. È anche apparsa nel primo episodio di Terrible Decisions with Ben Schwartz in Funny or Die. Ha recitato nel ruolo di Daisy nel film Funny People del 2009 diretto da Judd Apatow, quello di Julie Powers in Scott Pilgrim vs. the World e di Kelly Peters nella commedia Mystery Team della Derrick Comedy, che ha debuttato al Sundance Film Festival 2009.
Dopo alcune brevi partecipazioni al fianco di Jason Bateman e Will Arnett per il sito CollegeHumor, viene scritturata come protagonista per la webserie Troopers, sempre di CollegeHumor. Dal 2009 al 2015 recita nel ruolo di April Ludgate, l'impassibile stagista di Parks and Recreation, personaggio che le ha dato la popolarità. Tra il 2010 e il 2012 appare anche nella serie Portlandia.
Nel 2019 interpreta Karen Barclay, la madre di Andy, nel film La bambola assassina, rifacimento dell'omonimo film del 1988. Nel 2022 è tra i protagonisti della seconda stagione della serie The White Lotus; per il ruolo, ottiene una candidatura al Golden Globe come migliore attrice non protagonista in una serie.
Nel 2023 la rivista Time l'ha designata una tra le 100 persone più influenti al mondo.  Nel 2025 appare nel cast di Honey Don't!, diretto da Ethan Coen, con Margaret Qualley e Chris Evans.

## Vita privata
È stata legata sentimentalmente al regista e sceneggiatore Jeff Baena, con il quale ha collaborato a numerosi progetti lavorativi, dal 2011 fino alla sua morte avvenuta per suicidio nel 2025.

## Filmografia

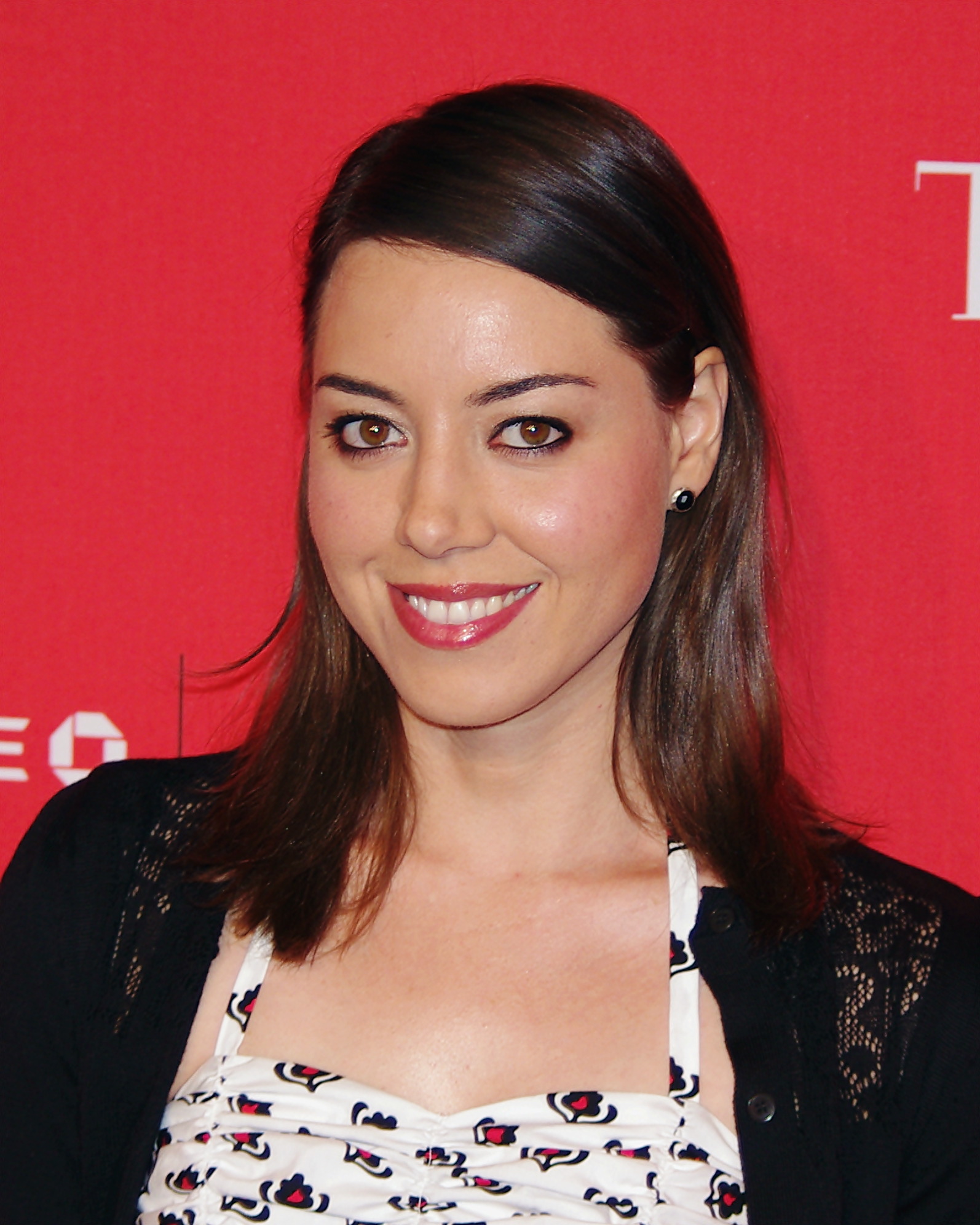
Aubrey Plaza nel 2012 alla serata di gala del Time 100

### Attrice

#### Cinema
- Mystery Team (2009)
- Funny People, regia di Judd Apatow (2009)
- Scott Pilgrim vs. the World, regia di Edgar Wright (2010)
- Damsels in Distress - Ragazze allo sbando (Damsels in Distress), regia di Whit Stillman (2011)
- Un giorno questo dolore ti sarà utile (Someday This Pain Will Be Useful to You), regia di Roberto Faenza (2011)
- 10 Years, regia di Jamie Linden (2011)
- The End of Love, regia di Mark Webber (2012)
- Safety Not Guaranteed, regia di Colin Trevorrow (2012)
- A Glimpse Inside the Mind of Charles Swan III, regia di Roman Coppola (2012)
- The To Do List - L'estate prima del college (The To Do List), regia di Maggie Carey (2013)
- Charlie Countryman deve morire (Charlie Countryman), regia di Fredrik Bond (2013)
- Life After Beth - L'amore ad ogni costo (Life After Beth), regia di Jeff Baena (2014)
- About Alex, regia di Jesse Zwick (2014)
- Ned Rifle, regia di Hal Hartley (2014)
- Playing It Cool, regia di Justin Reardon (2015)
- Niente cambia, tutto cambia (The Driftless Area), regia di Zachary Sluser (2015)
- Nonno scatenato (Dirty Grandpa), regia di Dan Mazer (2016)
- Mike & Dave - Un matrimonio da sballo (Mike and Dave Need Wedding Dates), regia di Jake Szymanski (2016)
- Un weekend al limite (Joshy), regia di Jeff Baena (2016)
- Ingrid va a ovest (Ingrid Goes West), regia di Matt Spicer (2017)
- The Little Hours, regia di Jeff Baena (2017)
- An Evening with Beverly Luff Linn, regia di Jim Hosking (2018)
- La bambola assassina (Child's Play), regia di Lars Klevberg (2019)
- Non ti presento i miei (Happiest Season), regia di Clea DuVall (2020)
- Black Bear, regia di Lawrence Michael Levine (2020)
- L'ultimo libro (Best Sellers), regia di Lina Roessler (2021)
- I crimini di Emily (Emily the Criminal), regia di John Patton Ford (2022)
- Operation Fortune (Operation Fortune: Ruse de Guerre), regia di Guy Ritchie (2023)
- My Old Ass, regia di Megan Park (2024)
- Megalopolis, regia di Francis Ford Coppola (2024)
- Honey Don't!, regia di Ethan Coen (2025)

#### Televisione
- 30 Rock – serie TV, episodio 1x07 (2006)
- The Jeannie Tate Show – serie TV, 6 episodi (2007)
- Keith Powell Directs a Play – serie TV, 4 episodi (2008-2009)
- Portlandia – serie TV, episodi 1x02-1x04-2x11 (2011-2012)
- Parks and Recreation – serie TV, 125 episodi (2009-2015)
- Criminal Minds – serie TV, 4 episodi (2016-2020)
- Easy – serie TV, episodio 2x01 (2017)
- Legion – serie TV, 27 episodi (2017-2019)
- Calls – serie TV, episodi 1x08-1x09 (2021)
- The White Lotus – serie TV, 7 episodi (2022)
- Agatha All Along, regia di Jac Schaeffer, Rachel Goldberg e Gandja Monteiro – miniserie TV, 6 puntate (2024)

### Doppiatrice
- Monsters University, regia di Dan Scanlon (2013)
- I Simpson (The Simpsons) - serie animata, episodio 34x07 (2022)
- Little Demon - serie animata, 10 episodi (2022)
- Scott Pilgrim - La serie (Scott Pilgrim Takes Off) – serie animata, 5 episodi (2023)

### Produttrice

#### Cinema
- The Little Hours, regia di Jeff Baena (2017)
- Ingrid va a ovest (Ingrid Goes West), regia di Matt Spicer (2017)
- Black Bear, regia di Lawrence Michael Levine (2020)
- I crimini di Emily (Emily the Criminal), regia di John Patton Ford (2022)

#### Televisione
- Little Demon - serie animata, 10 episodi (2022)

### Regista
- Fucked – film TV (2006)
- UCB Comedy Originals – serie TV, 1 episodio (2007)
- Cinema Toast – serie TV, episodio 1x03 (2021)

## Riconoscimenti
- ALMA Award

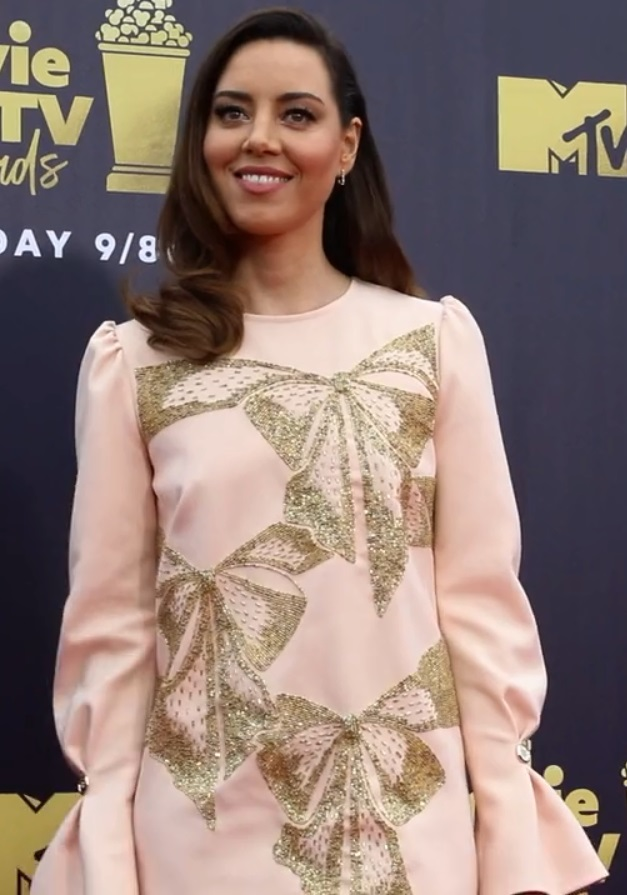
Aubrey Plaza agli MTV Movie & TV Awards 2018

  - 2012 – Attrice preferita in un film commedia/musical per Safety Not Guaranteed
- Annapolis Film Festival
  - 2022 – Miglior attrice per I crimini di Emily
- Behind the Voice Actors Awards
  - 2014 – Best Vocal Ensemble in a Television Series - Action/Drama per La leggenda di Korra
- Hollywood Critics Association Award
  - 2021 – Actor Achievement Award per Black Bear
- Imagen Awards
  - 2021 – Miglior attrice per Black Bear
- Independent Spirit Awards
  - 2018 – Miglior film d'esordio per Ingrid va a ovest
- Peabody Award
  - 2012 – per Parks and Recreation
- Riviera International Film Festival
  - 2021 – Icon Award
- Screen Actors Guild Award
  - 2023 – Miglior cast in una serie drammatica per The White Lotus
- Young Hollywood Awards
  - 2012 – Breakthrough Performance - Female per Safety Not Guaranteed

## Doppiatrici italiane
Nelle versioni in italiano delle opere in cui ha recitato, Aubrey Plaza è stata doppiata da:
- Gemma Donati in Parks and Recreation, Scott Pilgrim vs. the World, Un giorno questo dolore ti sarà utile, 10 Years, About Alex, L'ultimo libro, I crimini di Emily
- Domitilla D'Amico in Criminal Minds (ep. 15x06), Mike & Dave - Un matrimonio da sballo, Ingrid va a ovest, Legion, La bambola assassina, Operation Fortune
- Benedetta Degli Innocenti in Nonno scatenato, Non ti presento i miei
- Elena Perino in Criminal Minds (ep. 11x11, 12x21-22)
- Daniela Calò in Funny People
- Letizia Ciampa in The To Do List - L'estate prima del college
- Ilaria Zanti in Life After Beth - L'amore ad ogni costo
- Tiziana Martello in Playing it Cool
- Eleonora Reti in The White Lotus
- Francesca Bielli in Spin Me Round - Fammi girare
- Barbara De Bortoli in Megalopolis
- Sara Ferranti in Agatha All Along

Da doppiatrice è sostituita da:
- Gemma Donati in I Simpson, Little Demon, Scott Pilgrim - La serie
- Francesca Manicone in Monsters University